# Nachrichtendienste Osttimors
Am 26. Mai 2008 wurde das Gesetz 9/2008 zum „Nationalen Nachrichtendiensystem“ (portugiesisch Sistema Nacional de Inteligência) vom Nationalparlament Osttimors verabschiedet und damit die Grundlage für die drei Nachrichtendienste Osttimors geschaffen.
Osttimor hat drei Nachrichtendienste: den Serviço Nacional de Inteligência (SNI), den Serviço de Informações de Polícia (SIP) und den Sistema de Informações Militares (SIM). Der zuvor bestehende Vorgänger des SNI, der Serviço Nacional de Segurança do Estado (SNSE) wurde nach den Unruhen in Osttimor 2006 aufgelöst.

## Übersicht

Serviço Nacional de Inteligência

Die Nachrichtendienste unterstützen ihrem Auftrag nach den Staat in seinen Aktivitäten im Bereich der staatlichen Sicherheit durch Erhebung, Verarbeitung und Weitergabe von Informationen, die für den Erhalt der Unabhängigkeit und der nationalen Souveränität notwendig sind. Sie gewährleisten die innere und äußere Sicherheit des Landes. Das Nationale Nachrichtendienstsystem soll in der Lage sein, Situationen betreffs der nationalen Sicherheit im Inneren und Äußeren zu bewerten und wirksam die Arbeit der Dienste zu koordinieren, um die Kräfte zu vervielfachen. Dazu gibt es als funktionale Verbindungen zwischen SNI, SIP und SIM die Interministerielle Kommission für Innere Sicherheit (Comissão Interministerial de Segurança Interna) und die Technische Kommission (Comissão Técnica), das Gremium der Chefs der osttimoresischen Nachrichtendienste, der der Generaldirektor des SNI vorsitzt.
Die Nachrichtendienste sind streng der Verfassung und dem Gesetz untergeordnet. Die Rechte und Grundfreiheiten der Bürger sind zu achten, der Wille der politischen Führung und die Verwaltungshierarchie setzt ihnen Grenzen. Das Gesetz 09/2008 regelt das Nationale Nachrichtendienstsystem und die Aufgaben des militärischen und des polizeilichen Nachrichtendienstes. Das Verordnung 03/2009 befasst sich mit dem SNI.
Die Überwachung der Nachrichtendienste übernimmt der Aufsichtsrat des Nationalen Nachrichtendienstsystems (portugiesisch Conselho de Fiscalização do Sistema Nacional de Inteligência). Von den drei Mitgliedern wird einer vom Staatspräsidenten ernannt, die zwei anderen werden in einer Wahl durch das Nationalparlament mit absoluter Mehrheit bestimmt. Die Amtszeit der Kommissare dauert fünf Jahre. Jedem Bürger steht es frei, sich an den Aufsichtsrat mit Beschwerden zu wenden.
Zu den Prioritäten der Dienste gehören die ungelösten Fragen zum Attentat in Dili vom 11. Februar 2008, zu verschwundenen Waffen der Polizei und aus dem Gefängnis entkommenen Häftlingen.